# Communauté de communes de Garonne Louge
La communauté de communes de Garonne Louge est une ancienne communauté de communes de Haute-Garonne. Elle faisait partie du pays du Sud Toulousain.

## Historique
- Créée le 22 décembre 1997.
- Le 1er janvier 2014, Mauzac intègre la communauté de communes.

Le 1er janvier 2017, la communauté de communes de Garonne Louge intègre la communauté de communes du Volvestre.

## Communes adhérentes
La commune de Mauzac intègre la communauté de communes le 1er janvier 2014,.
| Nom              | Code Insee | Gentilé    | Superficie (km2) | Population (dernière pop. légale) | Densité (hab./km2) |
| ---------------- | ---------- | ---------- | ---------------- | --------------------------------- | ------------------ |
| Longages (siège) | 31303      | Longagiens | 21,42            | 2 930 (2014)                      | 137                |
| Capens           | 31104      | Capenois   | 6,77             | 685 (2014)                        | 101                |
| Mauzac           | 31334      | Mauzacais  | 9,27             | 1 228 (2014)                      | 132                |
| Noé              | 31399      | Noémiens   | 9,65             | 2 863 (2014)                      | 297                |

## Démographie
| 1999  | 2009 | 2010  | 2011  | 2012                | 2013  |
| ----- | ---- | ----- | ----- | ------------------- | ----- |
| 4 250 | -    | 5 850 | 6 023 | 7 419 (avec Mauzac) | 7 578 |

## Liste des Présidents successifs
| Période                                  | Période          | Identité             | Étiquette | Qualité           |
| ---------------------------------------- | ---------------- | -------------------- | --------- | ----------------- |
| 2014                                     | 31 décembre 2016 | Patrick Massarutto   | PS        | maire de Longages |
| 1997                                     | 2014             | Jean-Paul Feuillerac | SE        | Maire de Noé      |
| Les données manquantes sont à compléter. |                  |                      |           |                   |